# Скандіччі
Скандіччі (італ. Scandicci) — муніципалітет в Італії, у регіоні Тоскана,  метрополійне місто Флоренція.
Скандіччі розташоване на відстані близько 240 км на північний захід від Рима, 7 км на південний захід від Флоренції.
Населення — 50 561 особа (2014).
Щорічний фестиваль відбувається 10 травня. Покровитель — San Zanobi.

## Світлини

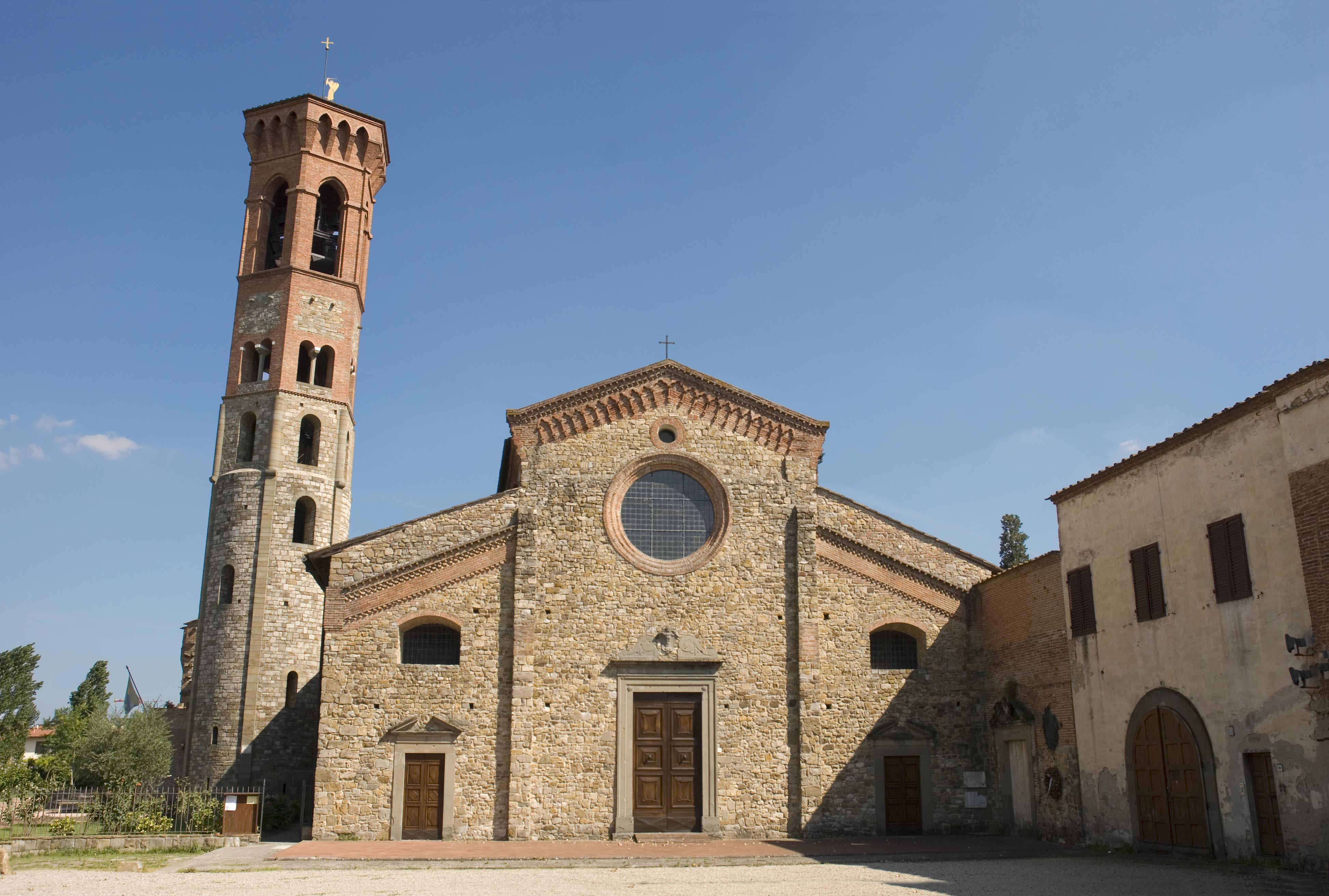
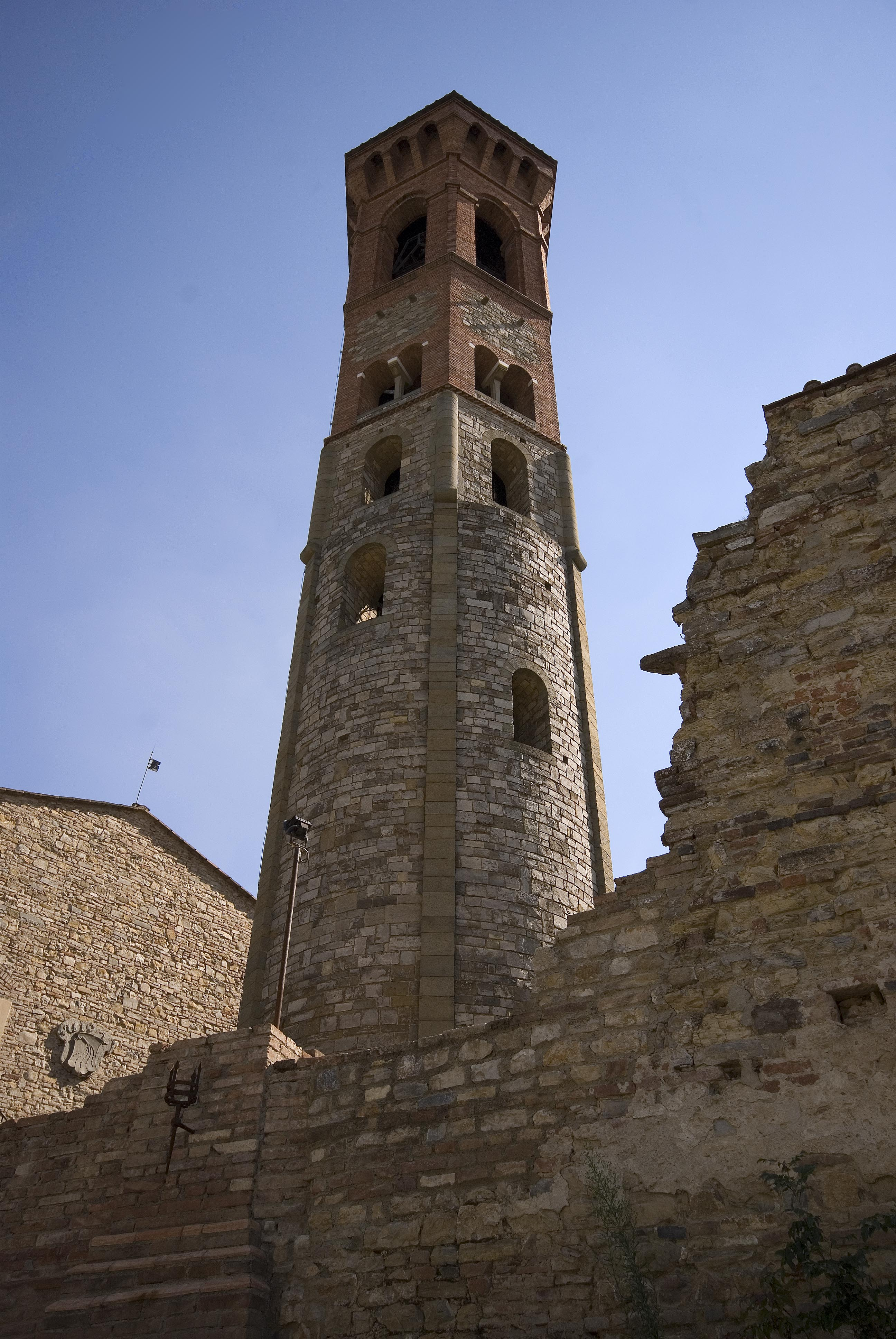
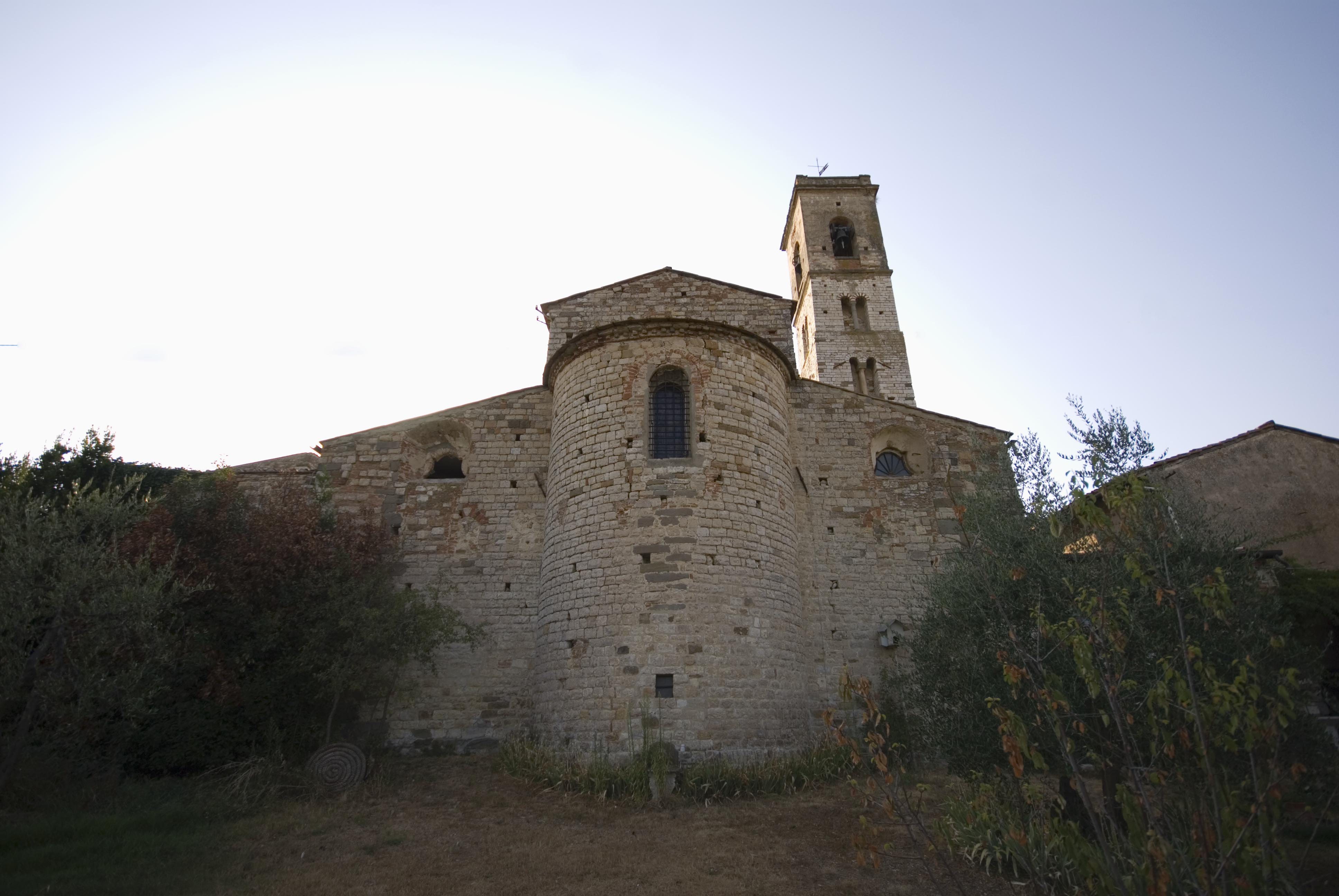
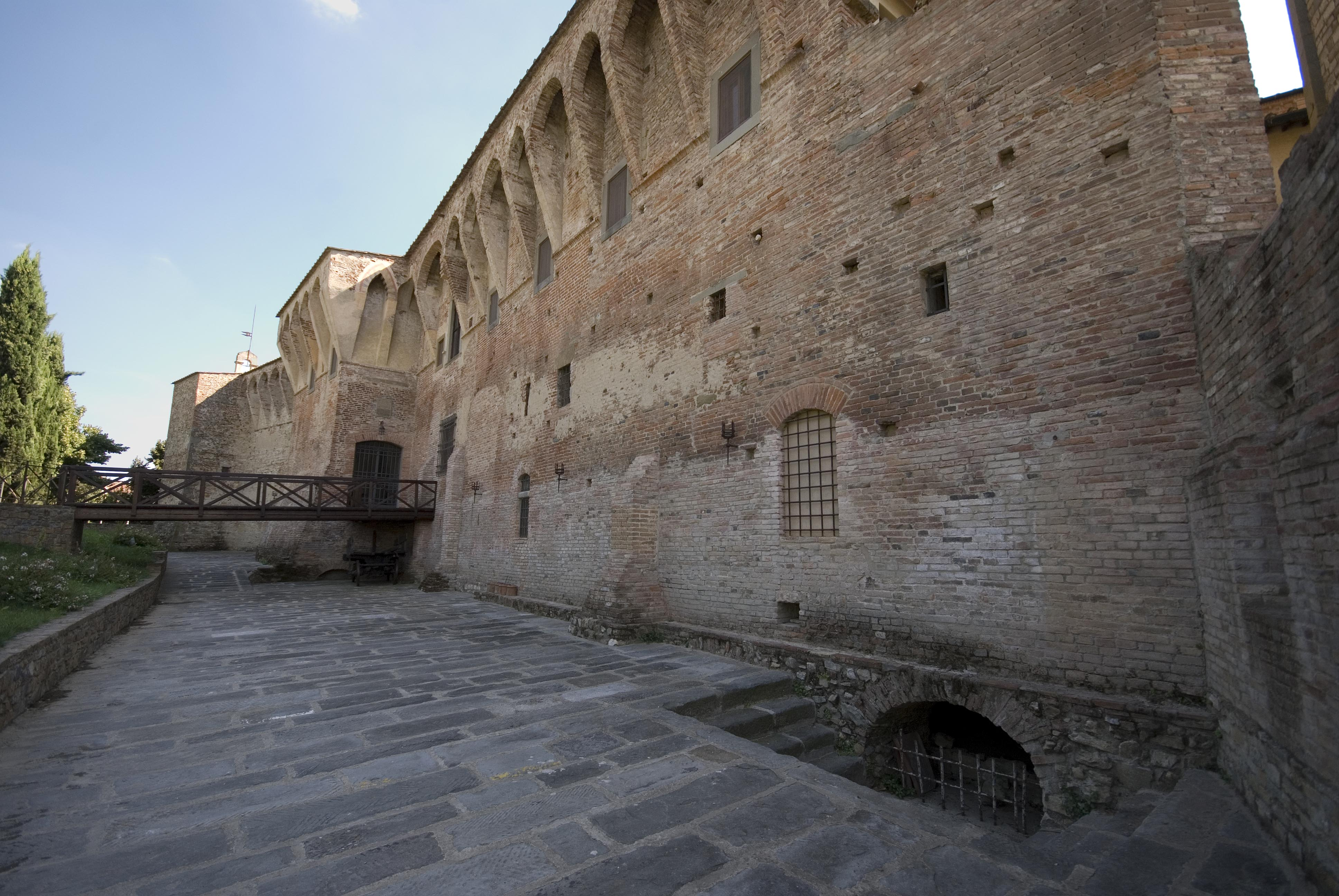
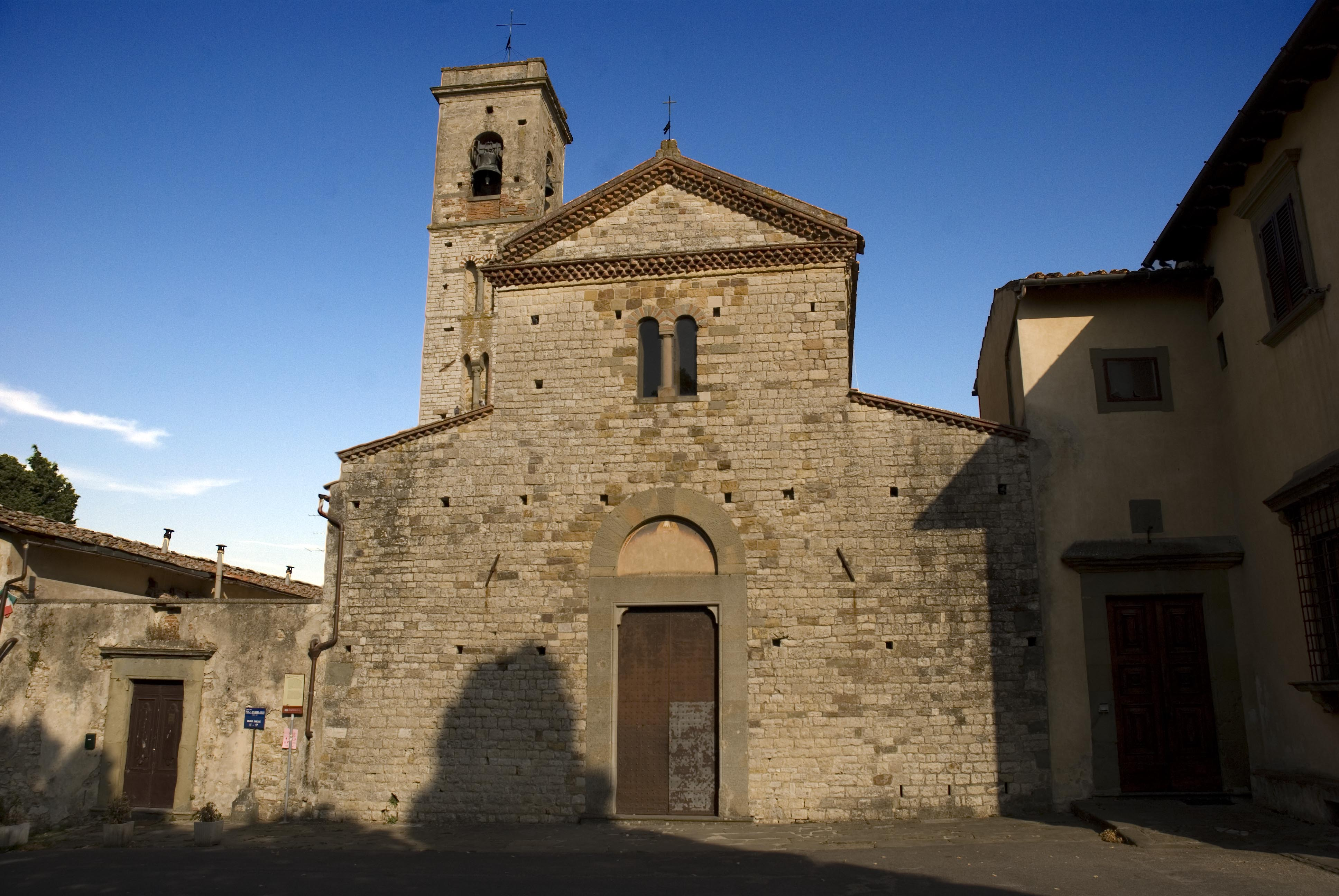
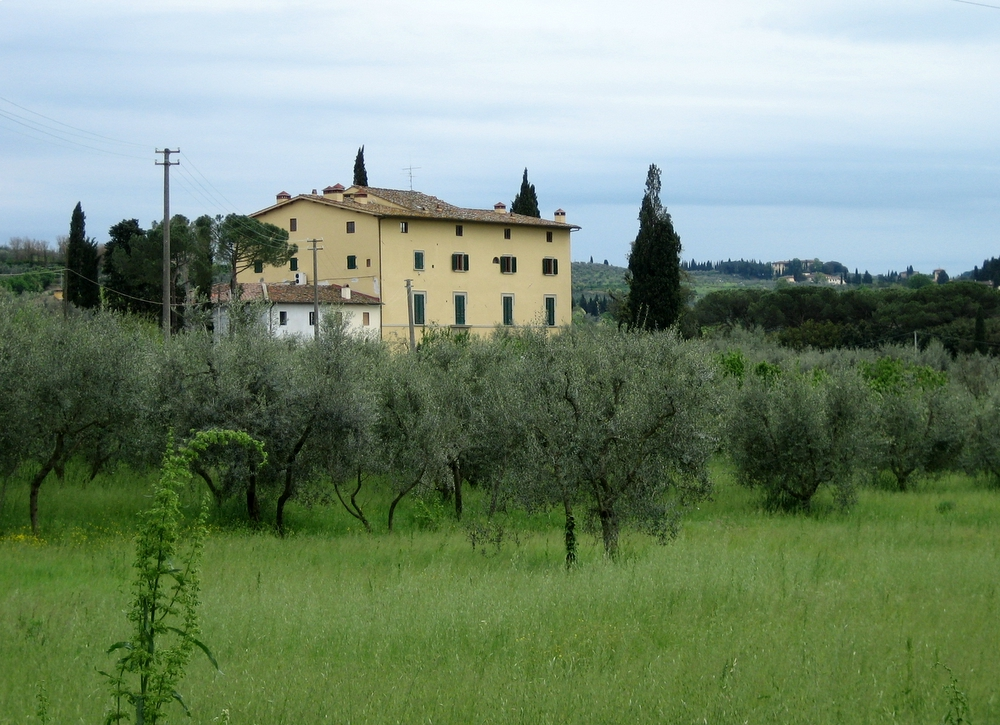
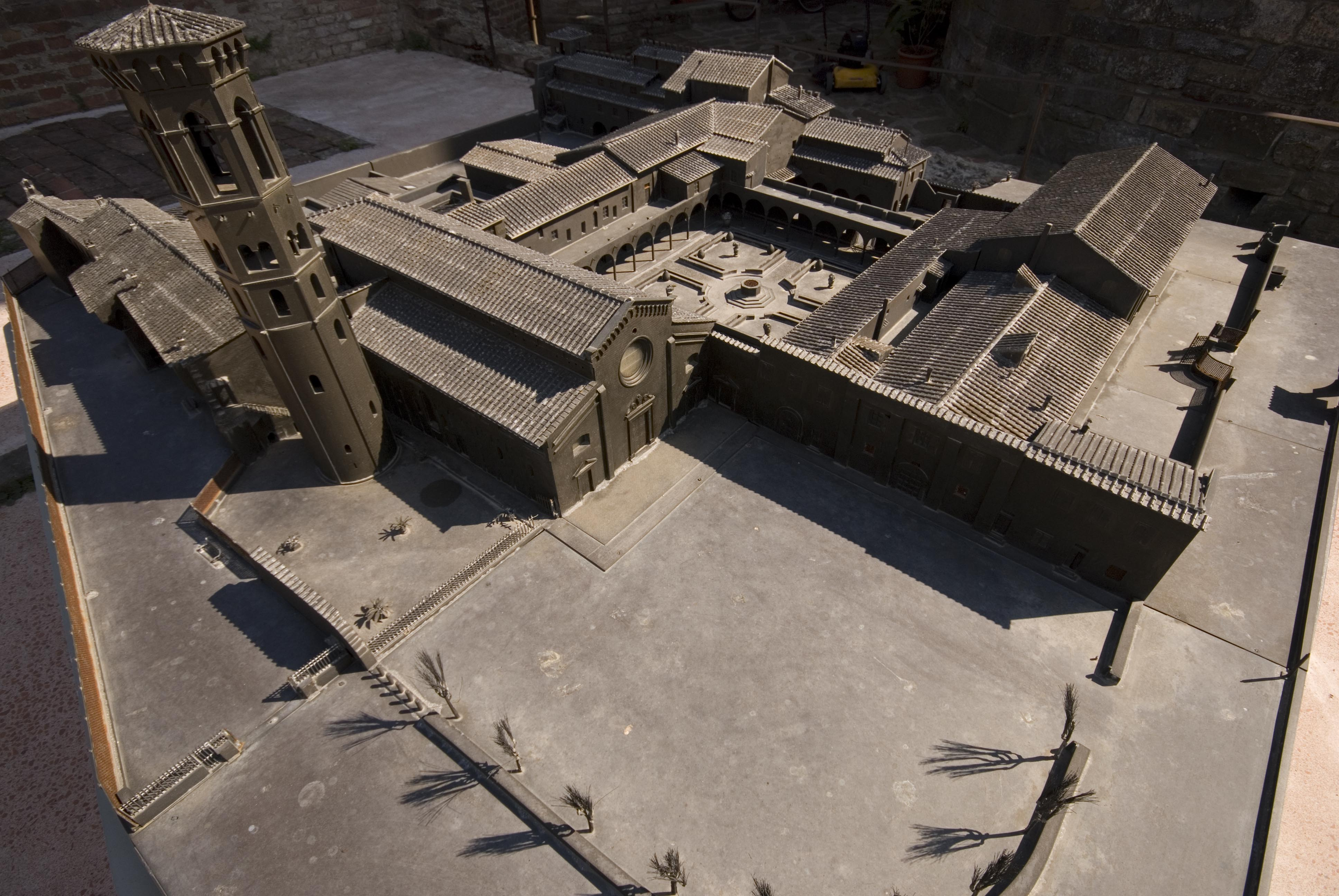

## Демографія
Населення за роками:

Станом на 1 січня 2023 року в муніципалітеті офіційно проживало 5558 іноземців з 105 країн, серед них 1225 громадян країн Євросоюзу та 134 громадяни України.

## Сусідні муніципалітети
- Кампі-Бізенціо
- Флоренція
- Імпрунета
- Ластра-а-Сінья
- Монтеспертолі
- Сан-Кашіано-ін-Валь-ді-Пеза
- Сінья